# Moscas en la Casa
"Moscas en la Casa" là đĩa đơn của ca sĩ người Colombia Shakira. Bài hát Moscas en la Casa là bài hát cuối cùng được chuyển thể thành đĩa đơn từ album thứ hai của Shakira, Dónde Están los Ladrones?.